# 1. FC 08 Birkenfeld
1. FC 08 Birkenfeld is een voetbalclub uit Birkenfeld in de Duitse deelstaat Baden-Württemberg.

## Geschiedenis
De club werd in 1908 opgericht. Birkenfeld was aangesloten bij de Zuid-Duitse voetbalbond en promoveerde in 1925 naar de hoogste klasse van Württemberg-Baden. Het werd een complete blamage voor de club, die alle wedstrijden verloor. In 1933 werd de club wel ingedeeld in de Gauliga Württemberg en degradeerde meteen. Daarna ging de club in de tweede klasse van de Gauliga Baden spelen en promoveerde daar in 1939 naar de hoogste klasse. Na een goed eerste seizoen trok de club zich terug tijdens seizoen 1940/41. 
Na de oorlog fuseerde de club met TV 1878 tot SpVgg Birkenfeld, maar in 1959 splitsten de clubs weer. Van 1950 tot 1965 speelde de club nog in de hoogste amateurklasse. Tot 1971 was de club nog een liftploeg tussen de hoogste amateurklasse en de tweede hoogste klasse, maar verdween dan definitief van het toneel in het hogere amateurvoetbal. In 2012 degradeerde de club nog uit de Verbandsliga Baden. 